# 公司寮
公司寮，原寫為公司藔，是台灣苗栗縣後龍鎮的一個傳統地域名稱，位於該鎮中部偏西南。相較於今日行政區，其範圍大致包括龍津里的全部，以及福寧里的東北角及北部中段一小部分及北部北段一小部分。

## 地名
清康熙末年時，稱「礁荖叭港」，之後又稱烏眉港。日治時期，改為「公司寮港」，昔日入墾後壠或苗栗，部份由此登陸，其名乃該地有漁民合力搭蓋以供收藏漁網之茅草寮。
由於公司寮之位置重要，位居後龍對外的海運要津，故改稱「龍津」。早期公司寮港燈火通明的景象更是列為苗栗八景之一的「寮港歸舟」。

## 歷史
台灣清治末期至日治初期，公司寮地區為一街庄，稱為「公司藔庄」，隸屬於苗栗一堡。該庄北隔後龍溪與大山腳庄、後壠庄相望，東與後壠底庄為鄰，東南與十班坑庄為鄰，東南凸出部分西邊為頭湖庄，西南邊及西邊為烏眉庄。
1901年（日治明治三十四年）11月，全台廢縣廳改設二十廳，該庄隸屬於苗栗廳。1909年（明治四十二年）10月，合併二十廳為十二廳，該庄改隸屬於新竹廳。1920年（大正九年），廢十二廳改設五州二廳，該庄改制並雅化為「公司寮」大字，隸屬於新竹州竹南郡後龍庄，大字下有「公司寮」、「南社」小字名。
戰後後龍庄改制為後龍鄉，隸屬於新竹縣，大字亦改制為村。1950年桃、竹、苗分治，後龍鄉改隸屬於苗栗縣。1951年，後龍鄉升格為後龍鎮，村改制為里。

## 公司寮漁港
位於後龍鎮龍津里，後龍溪口南岸，為典型河口港，該港建港時間甚早，原為第四等漁港，民國八十二年（1993年）五月配合漁港法分類，經行政院農業委員會公告為第三類漁港。因為漂沙嚴重及後龍溪沙淤積影響，港內泊地及港口航道隨浚隨淤，且水域及腹地皆狹小，寄籍漁船相繼離去，本地漁船日益減少。

## 公司寮圖片

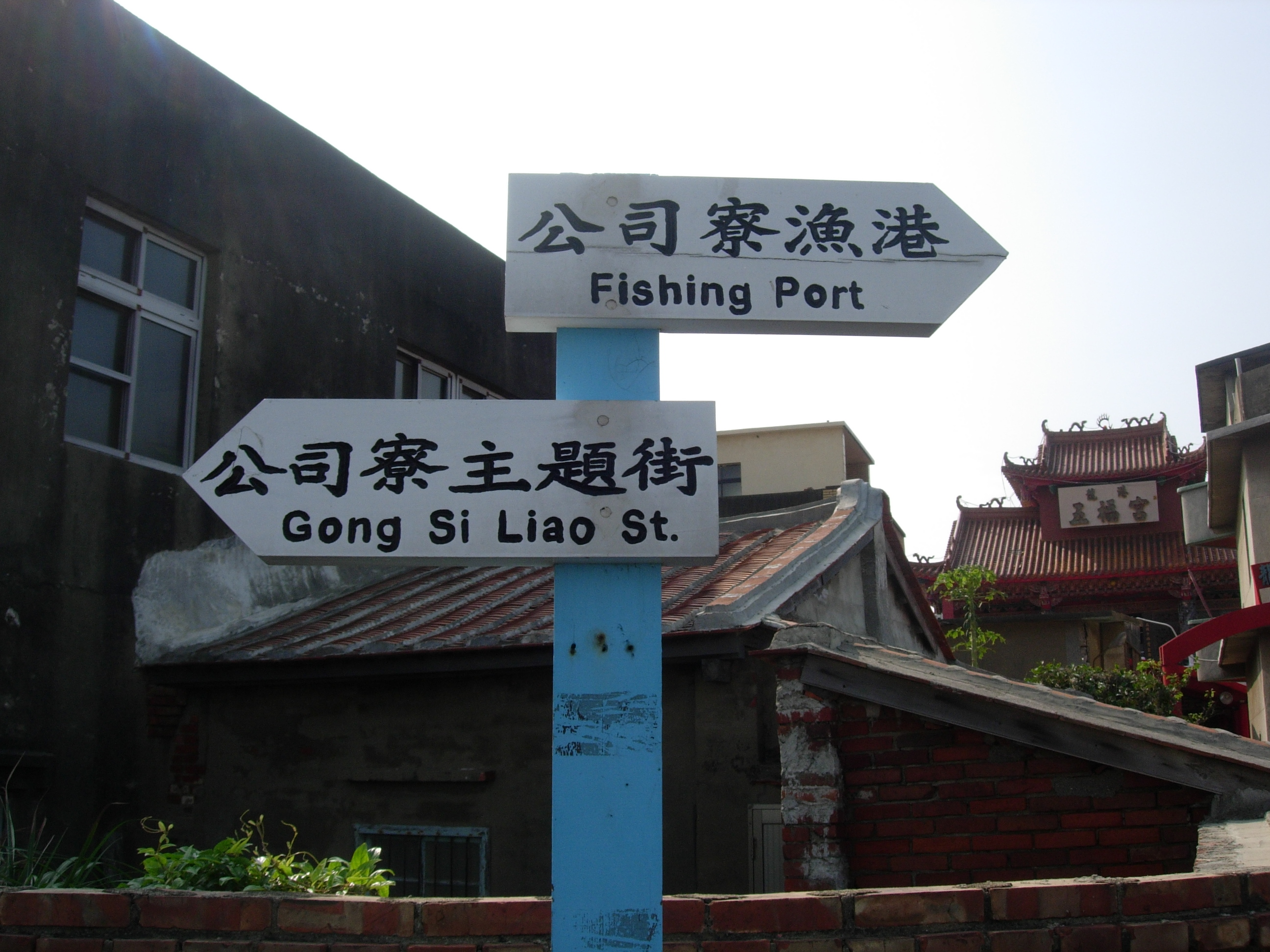
公司寮路標
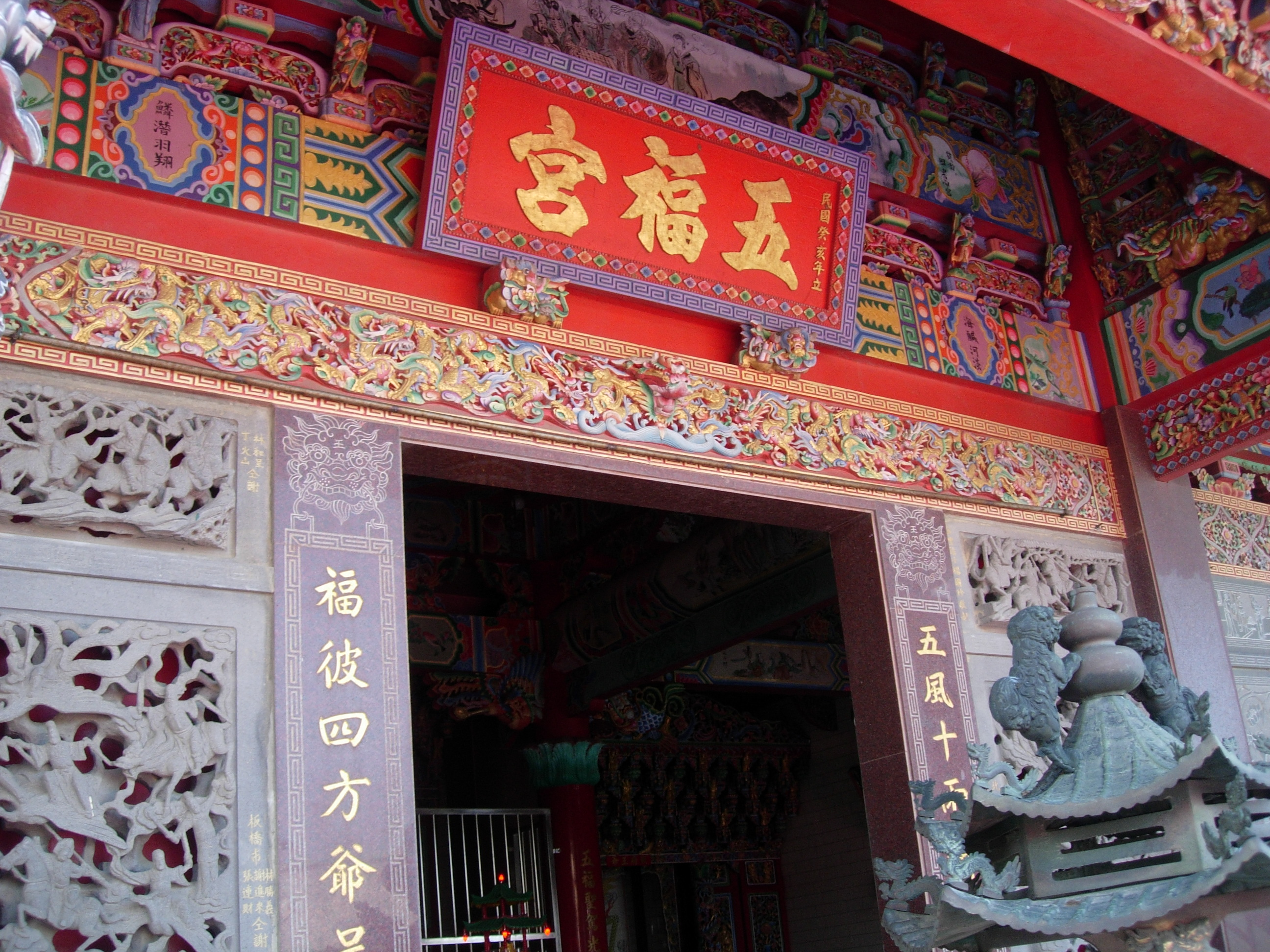
龍港五福宮是公司寮顯著的廟宇
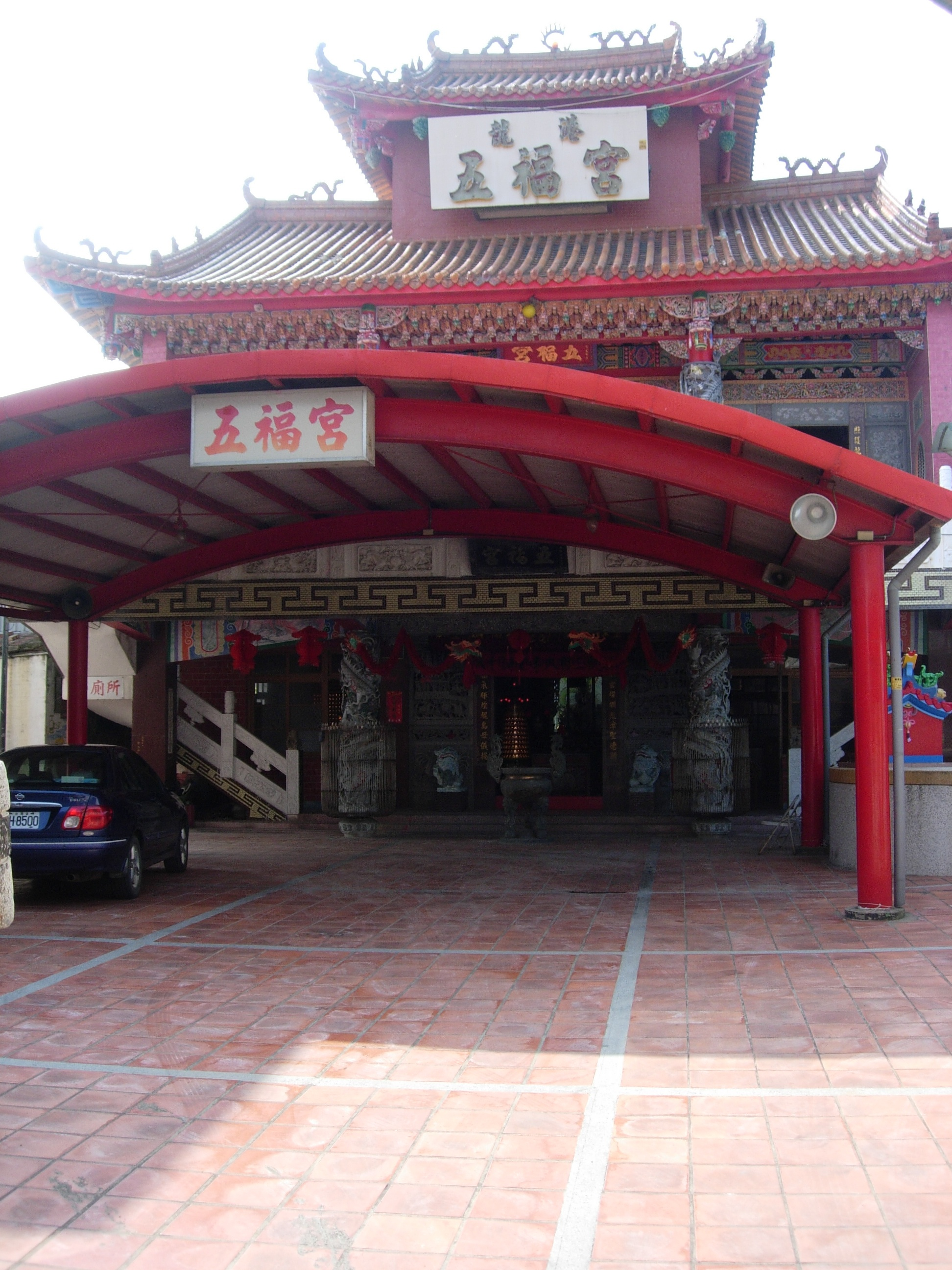
龍港五福宮外觀
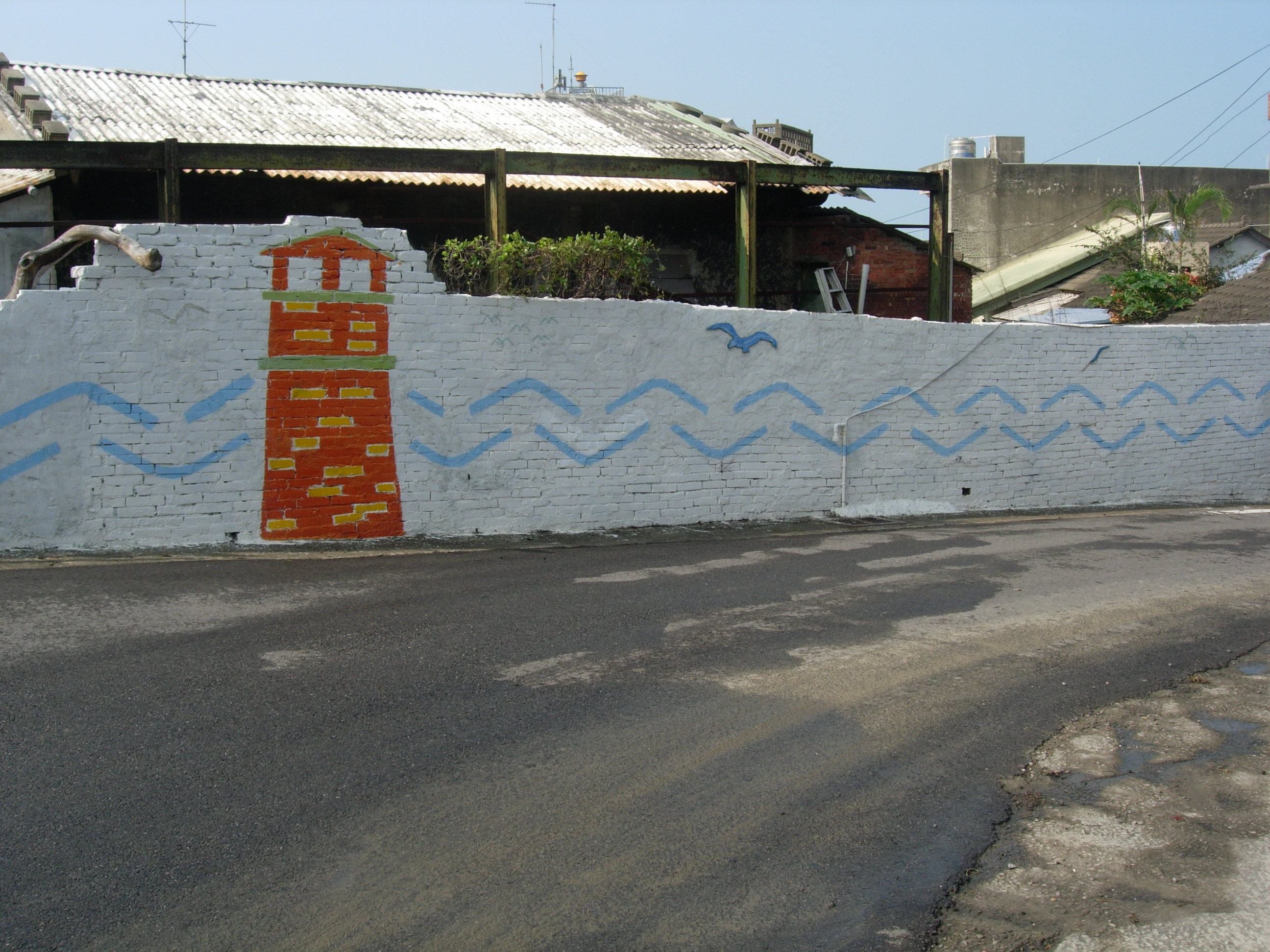
公司寮街景
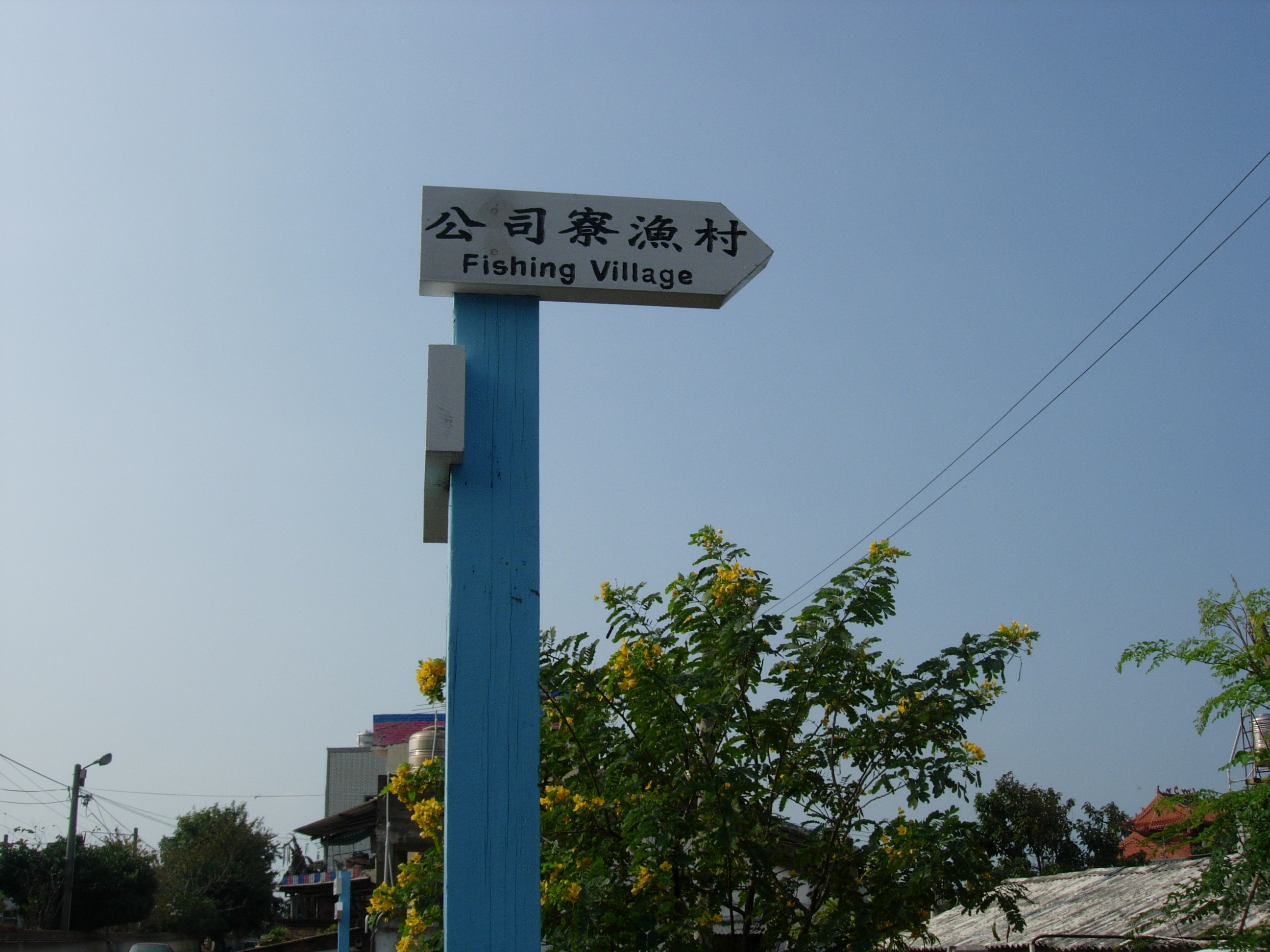
公司寮路標
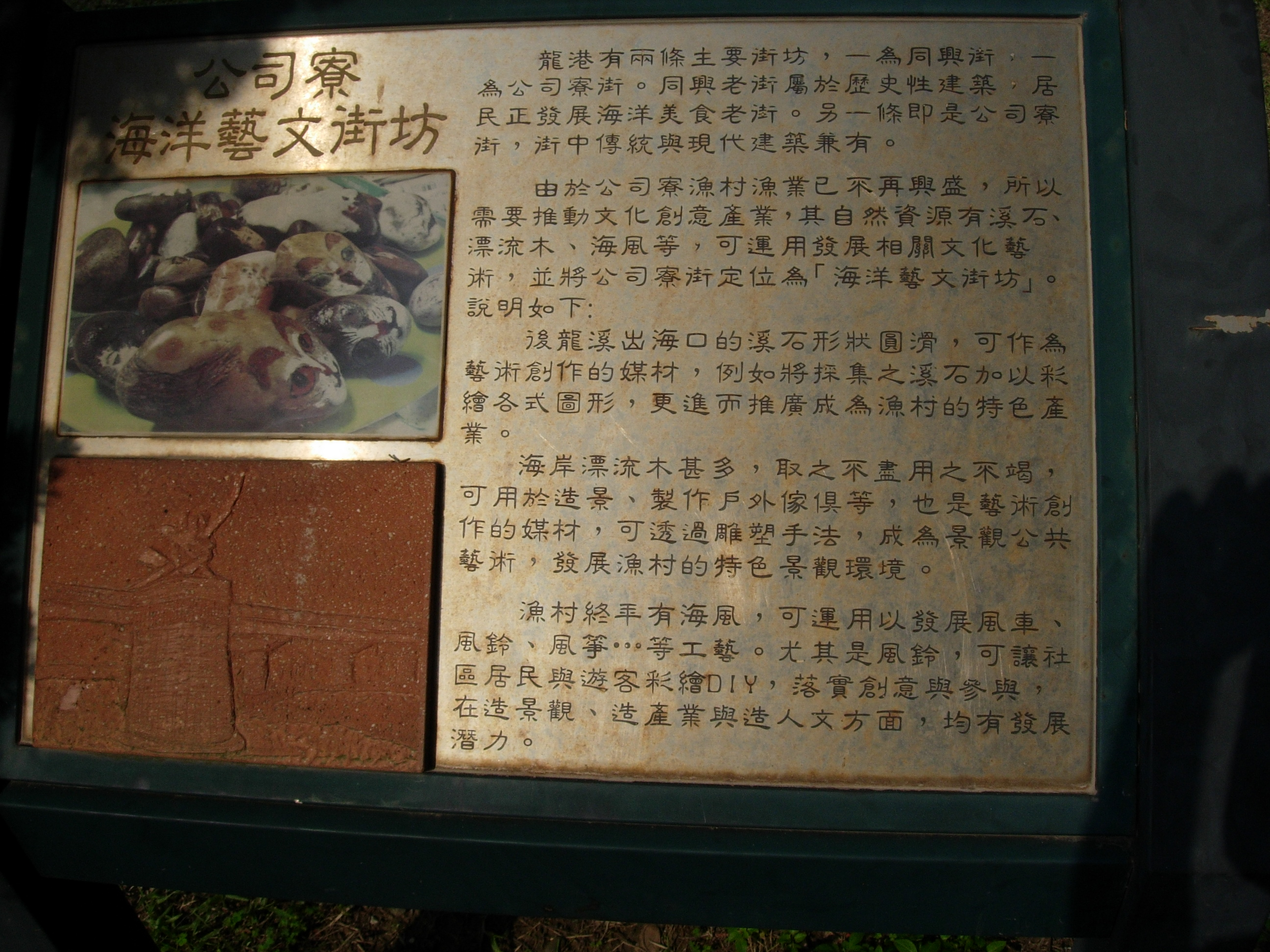
公司寮簡介
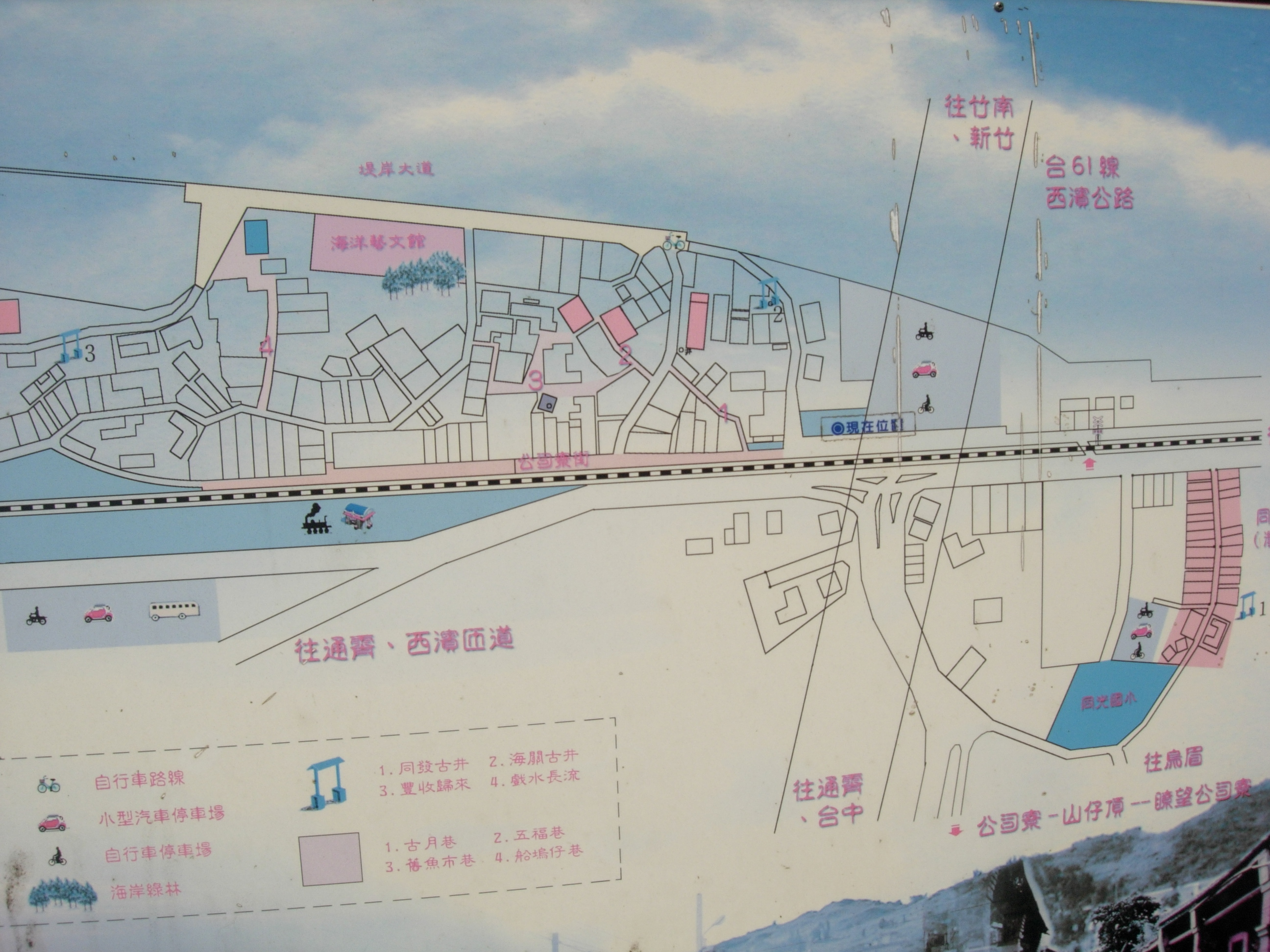
公司寮觀光地圖
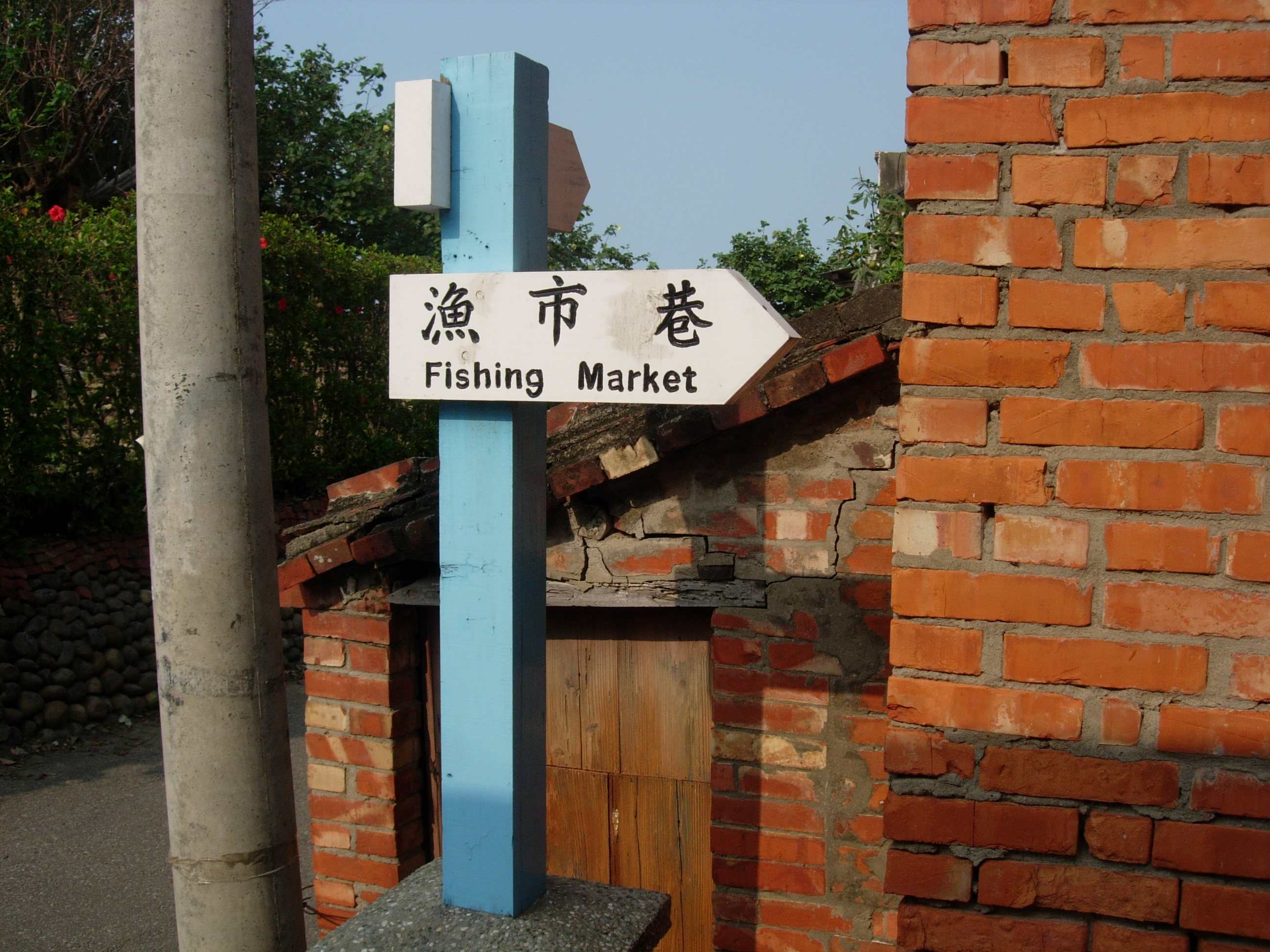
公司寮路標
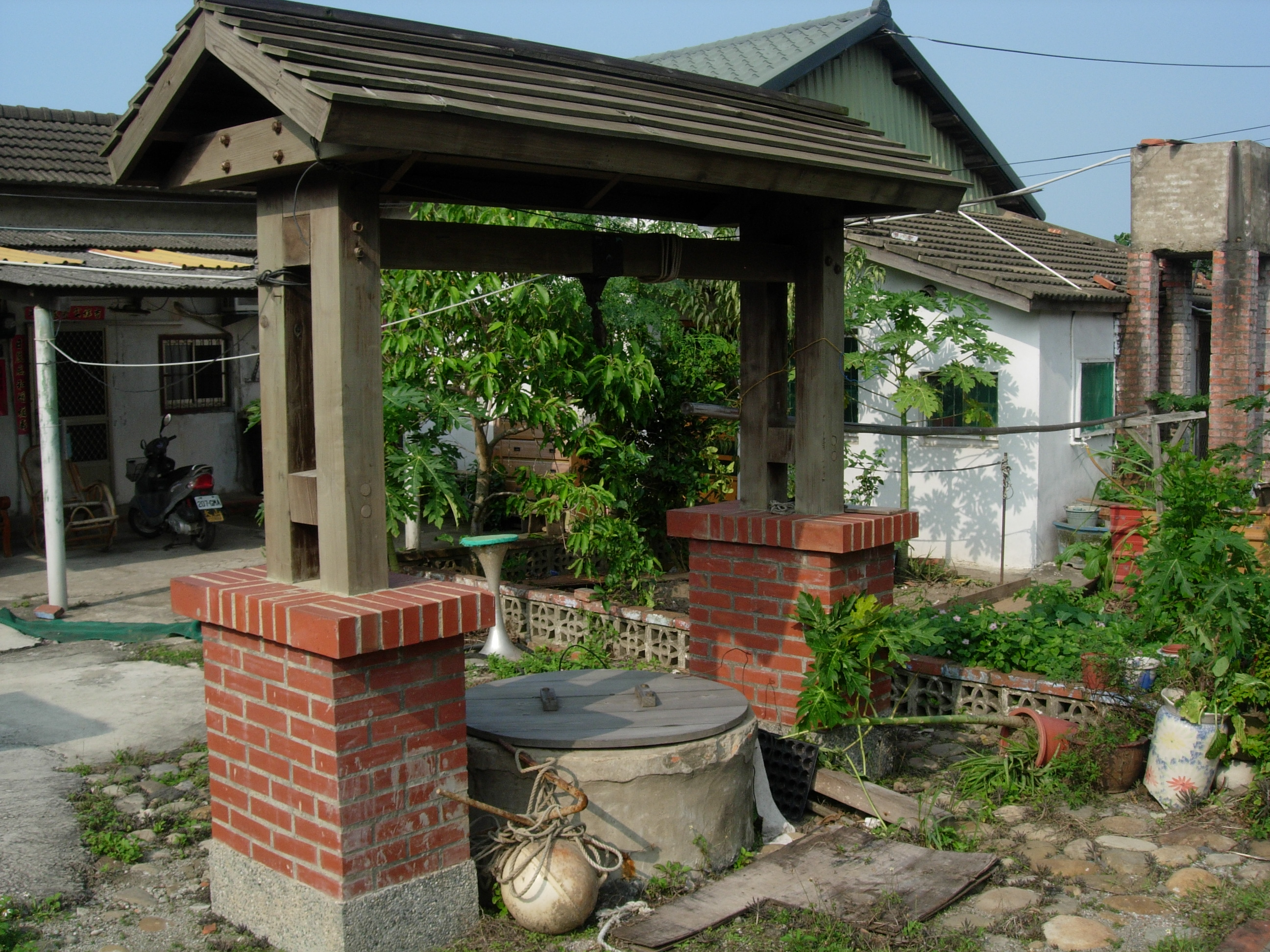
公司寮古井
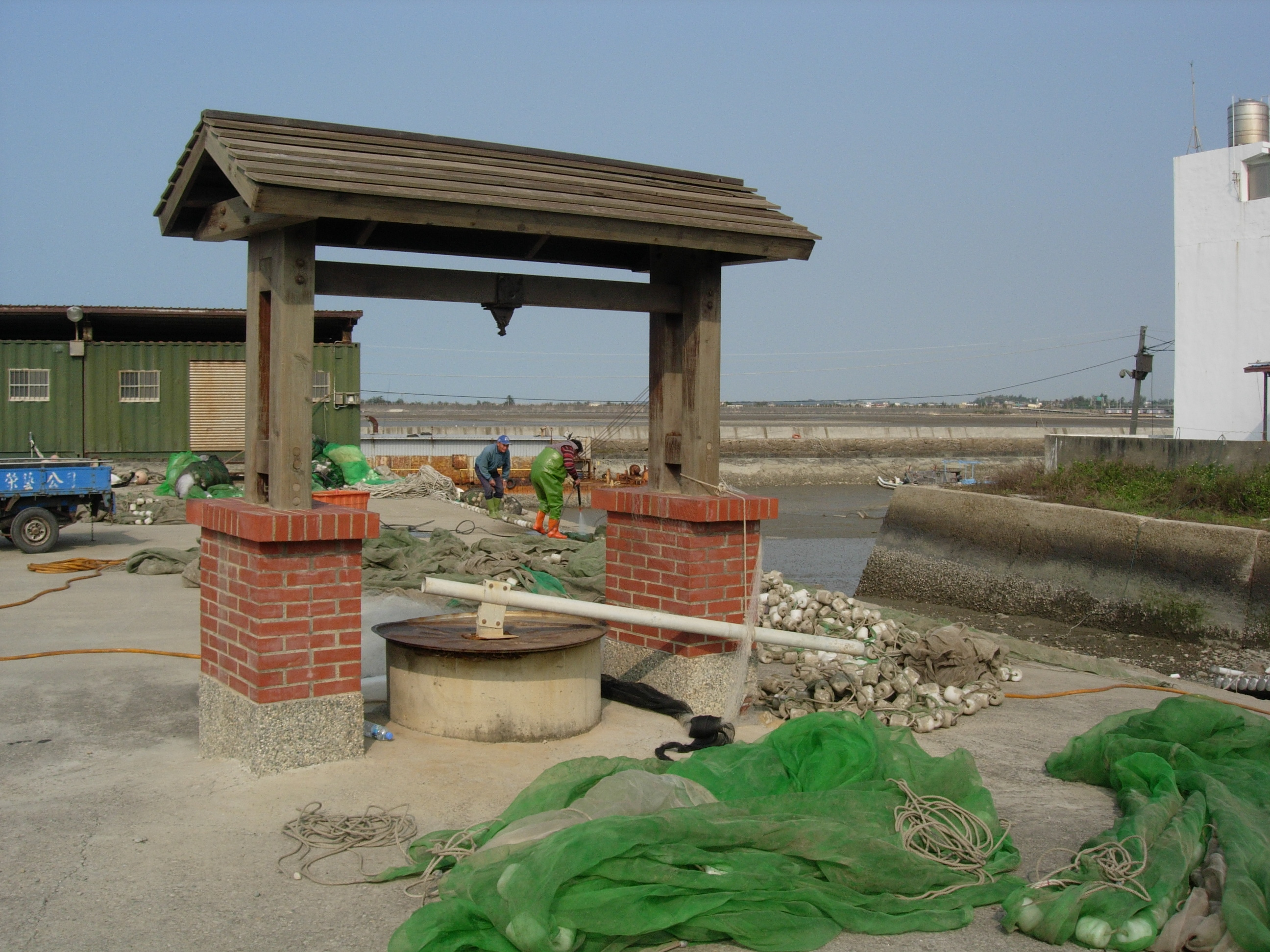
公司寮古井
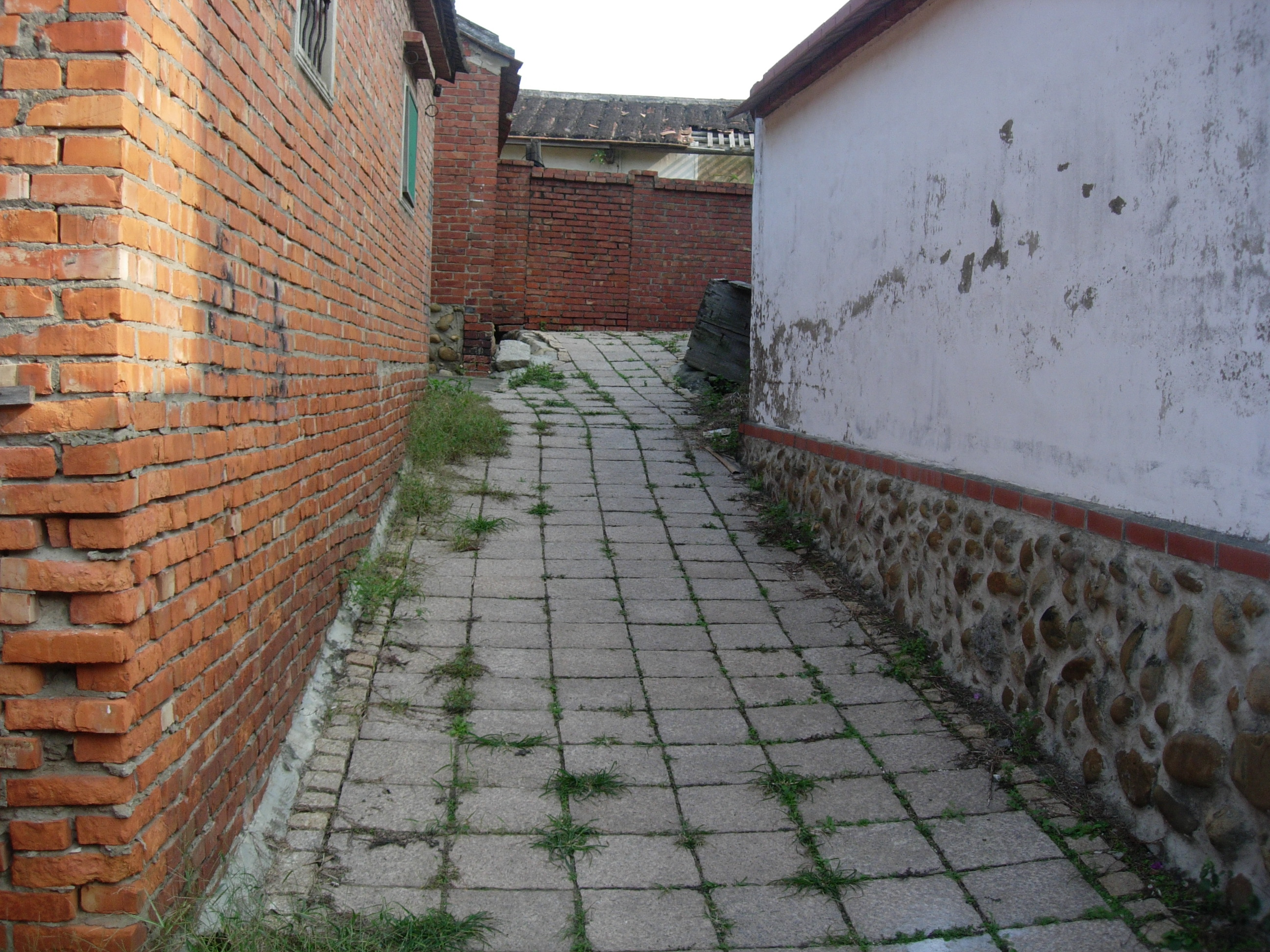
公司寮街景
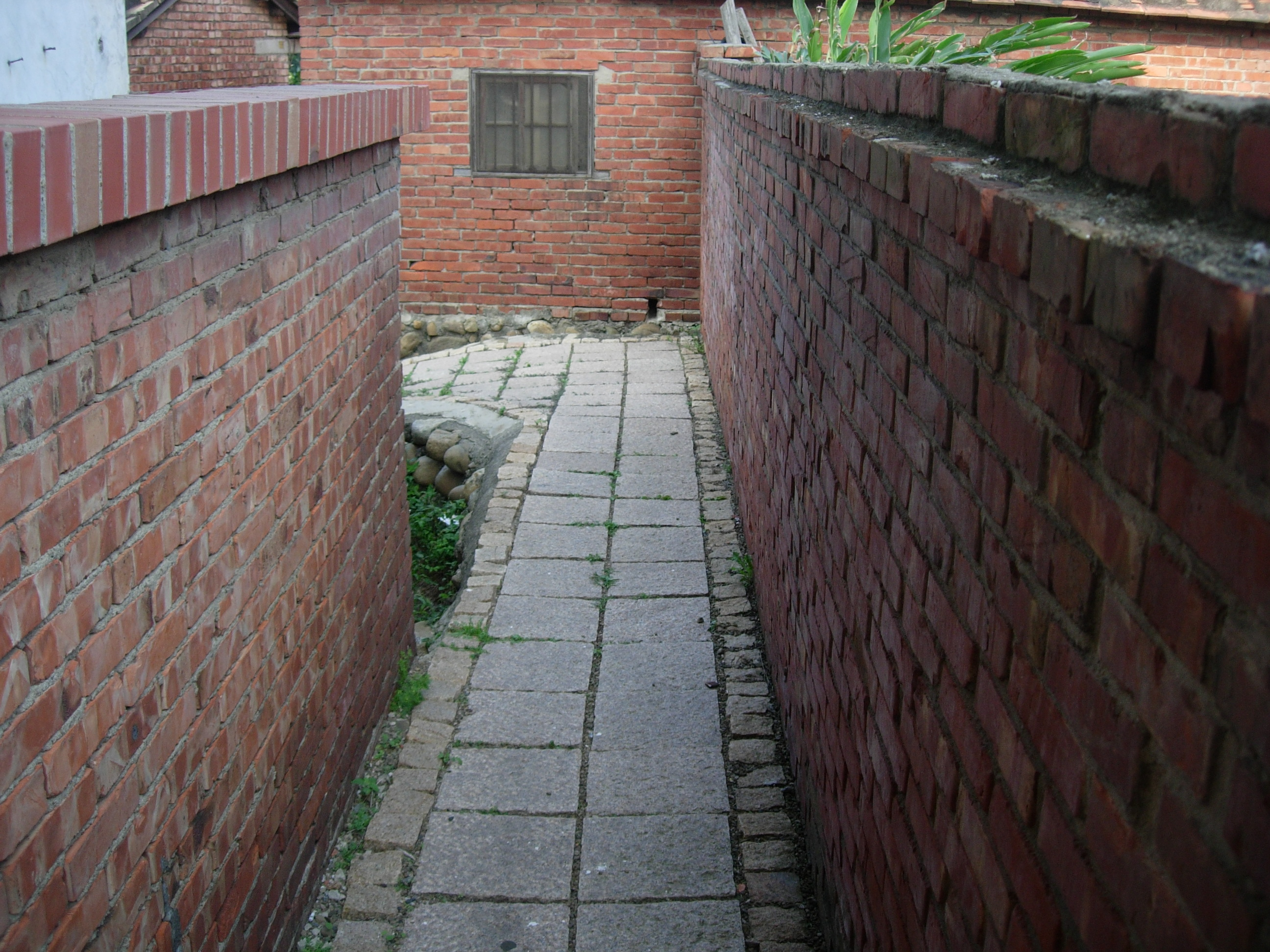
公司寮街景
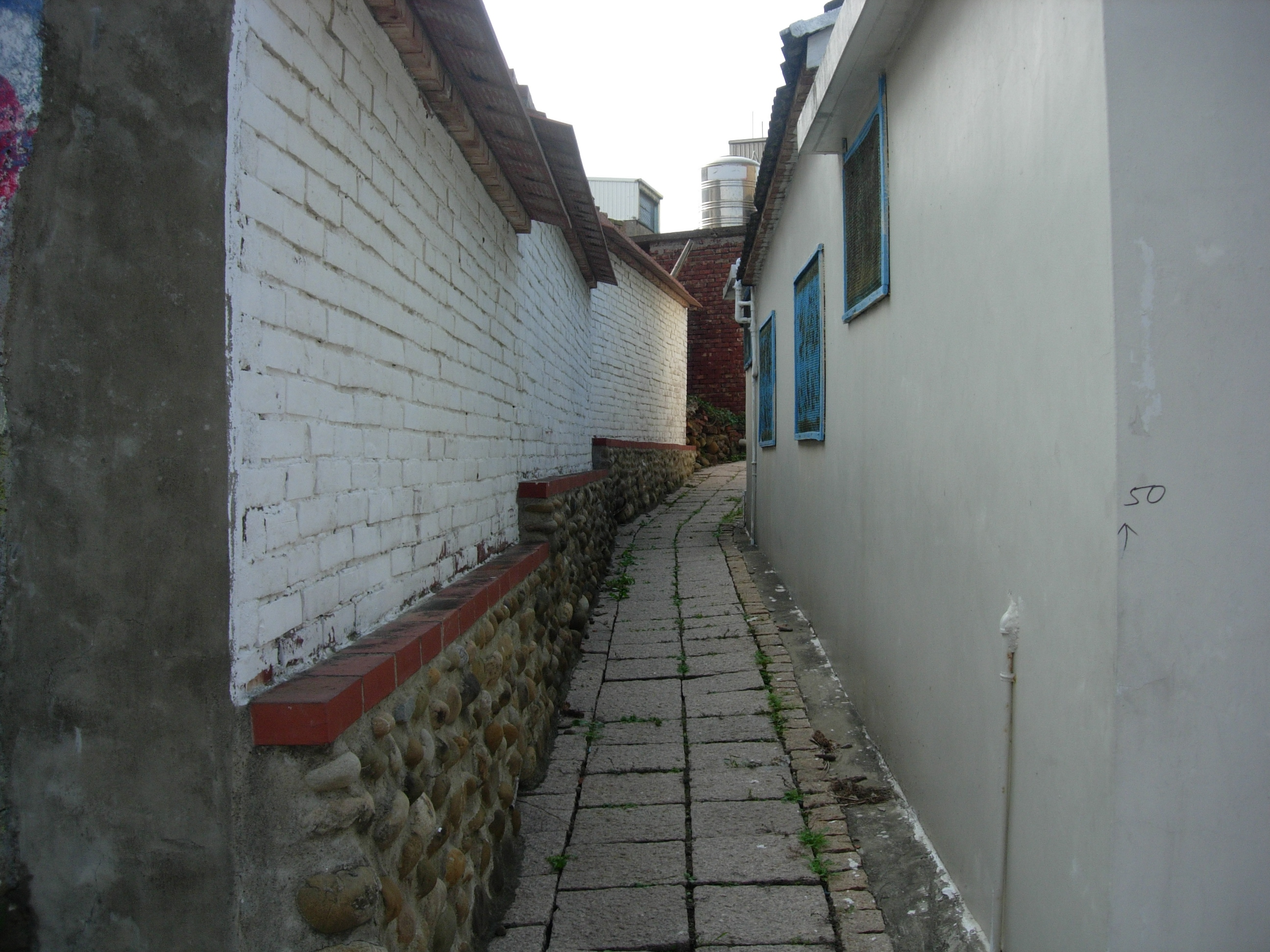
公司寮街景
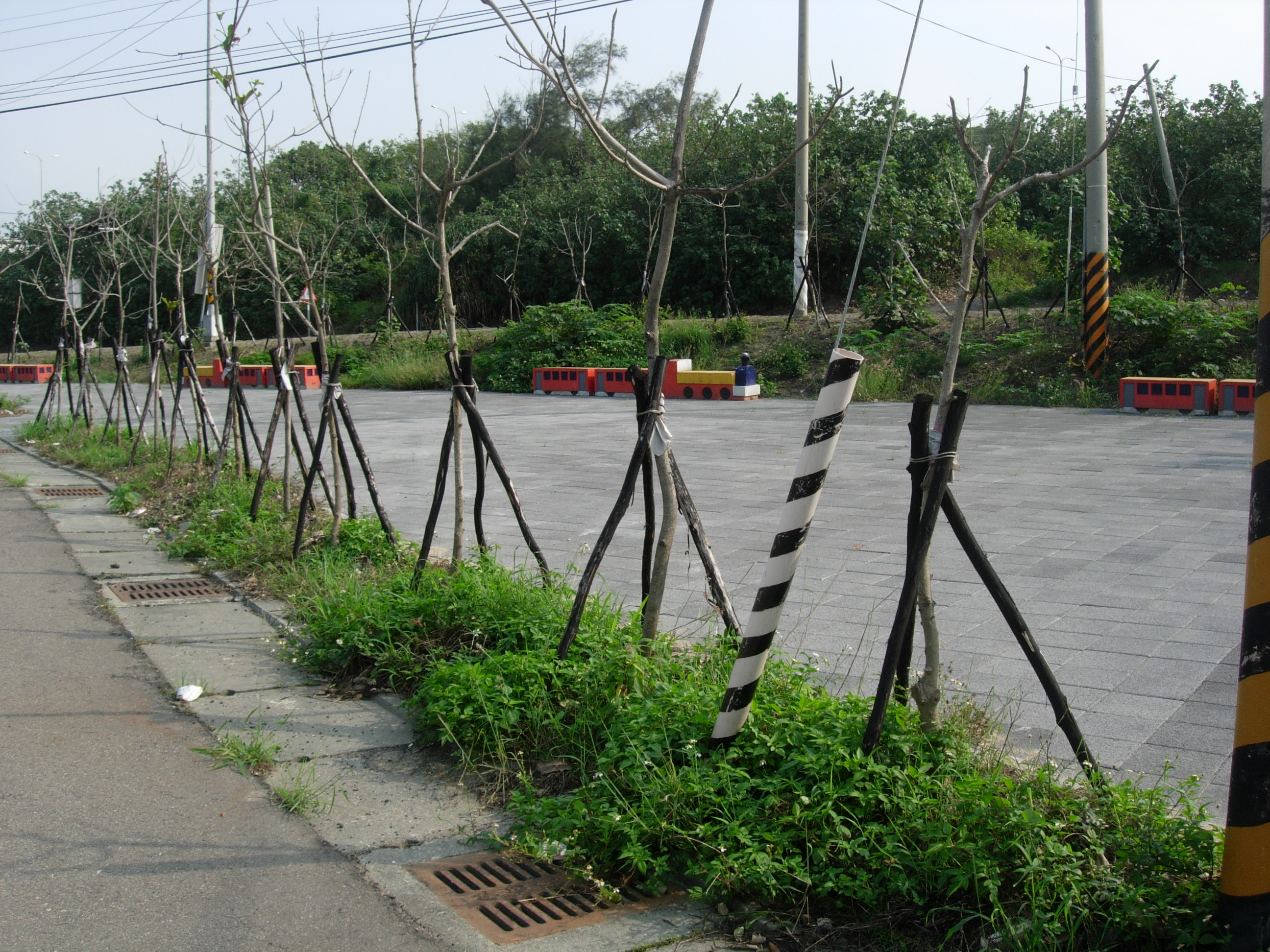
龍港車站前公園
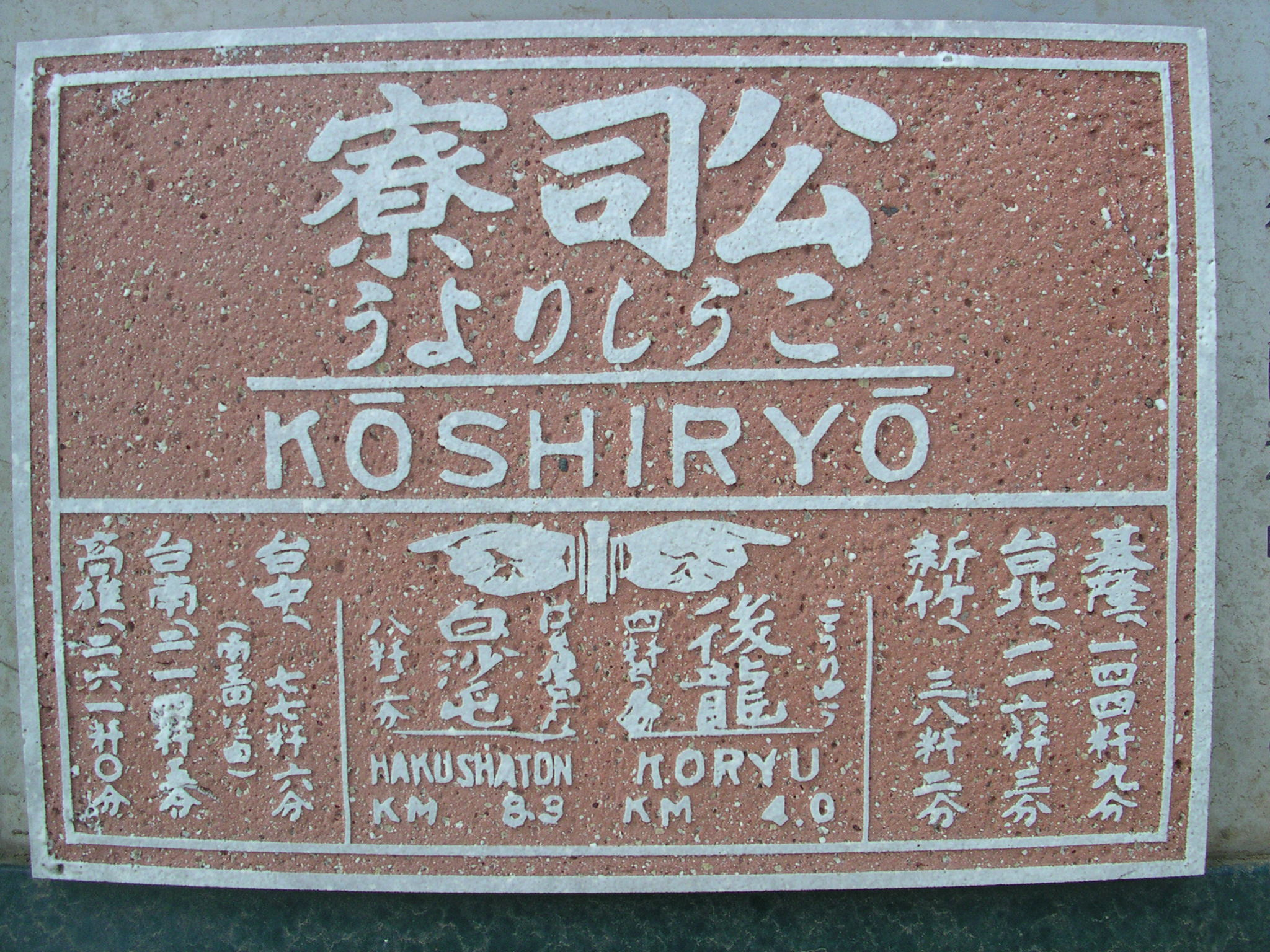
公司寮驛（今龍港車站）名標

## 同興老街
同興街曾是本鎮最繁榮地帶，是聞名的商業街與煙花巷，即所謂的「番婆溝巷」 ，同興街的發展和公司寮港的發展息息相關，從公司寮港沒落後，同興街也人煙散去，目前僅有幾戶民居於此。

## 同興老街圖片

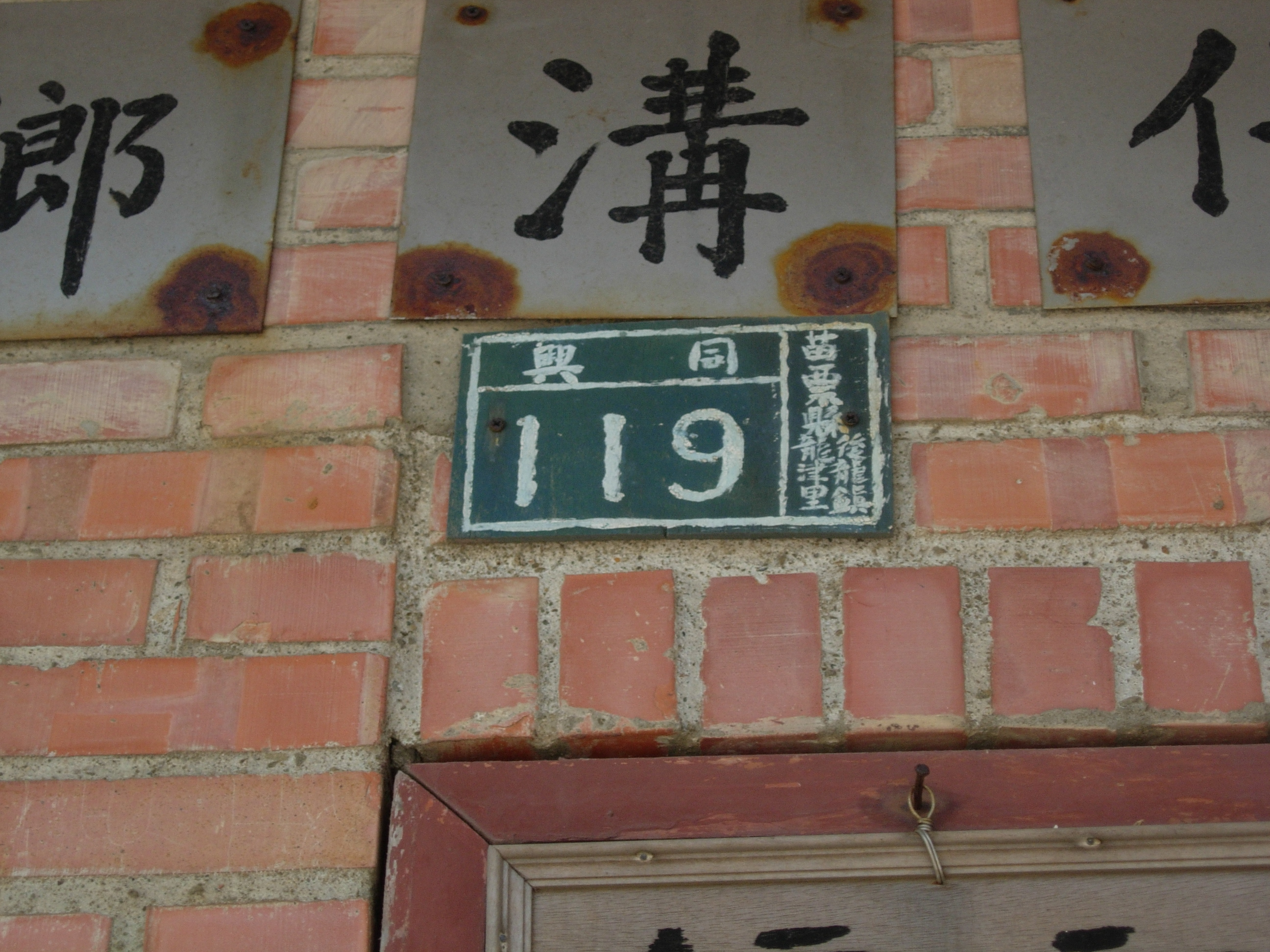
同興老街門牌
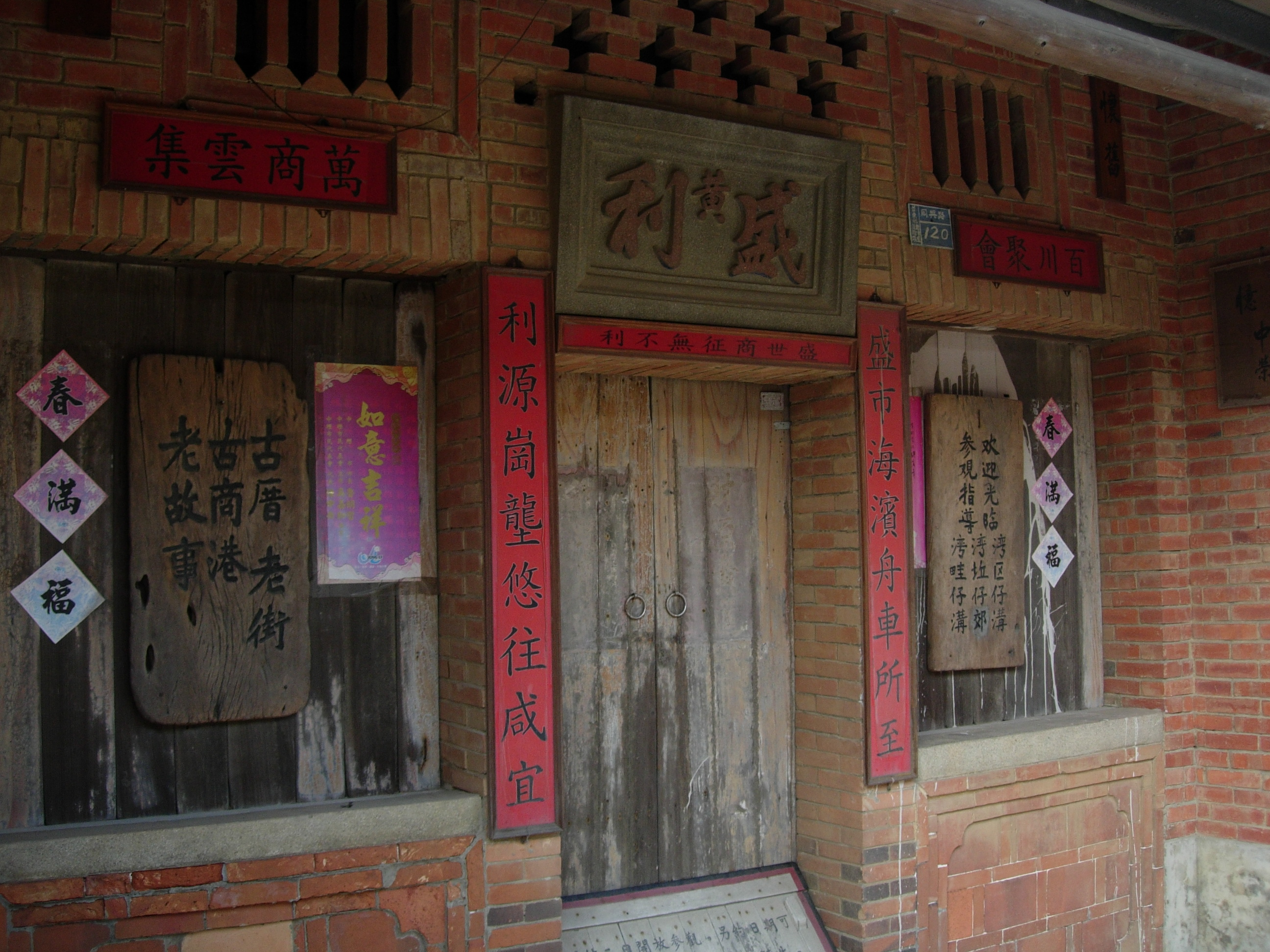
同興老街
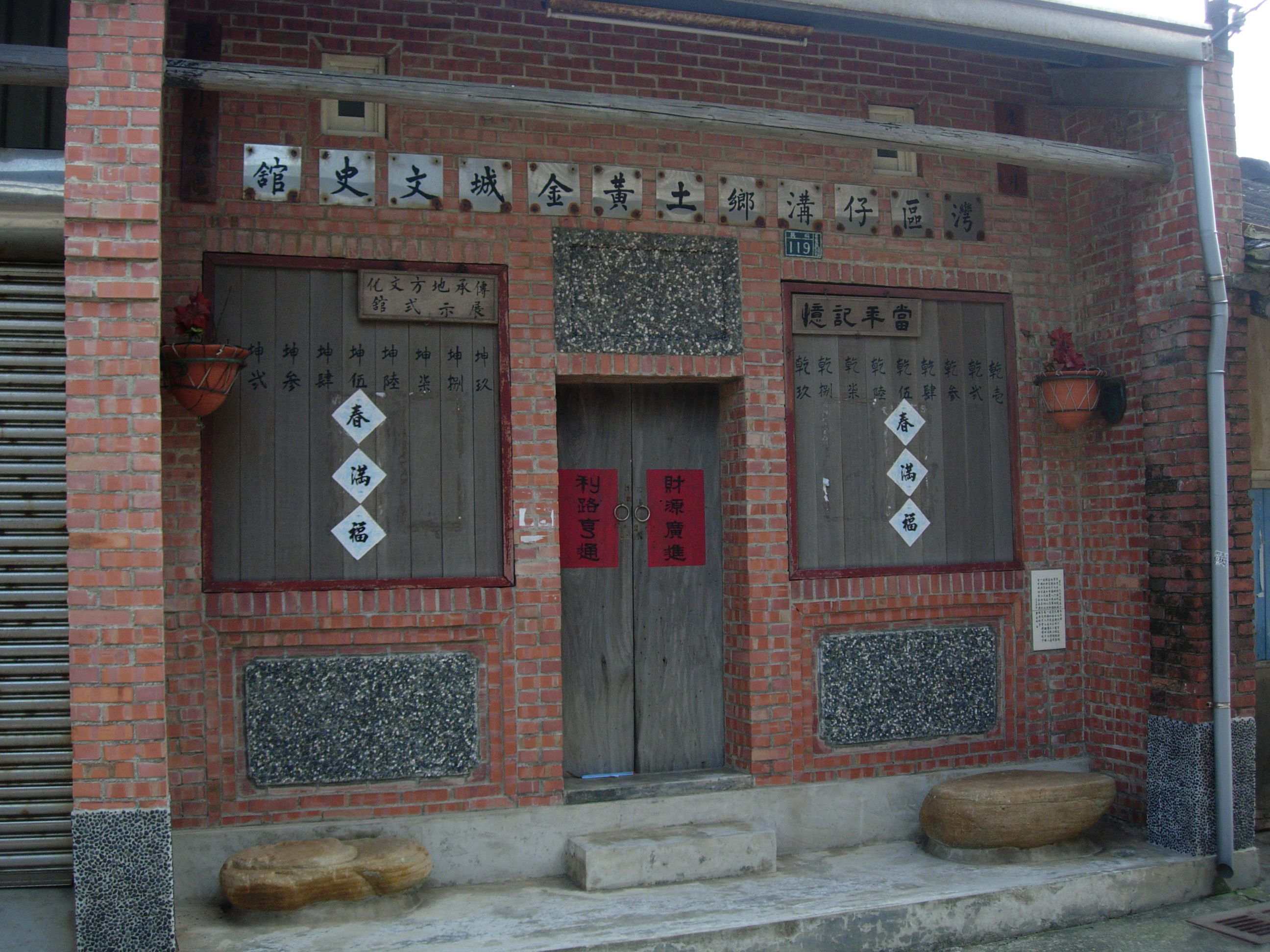
同興老街
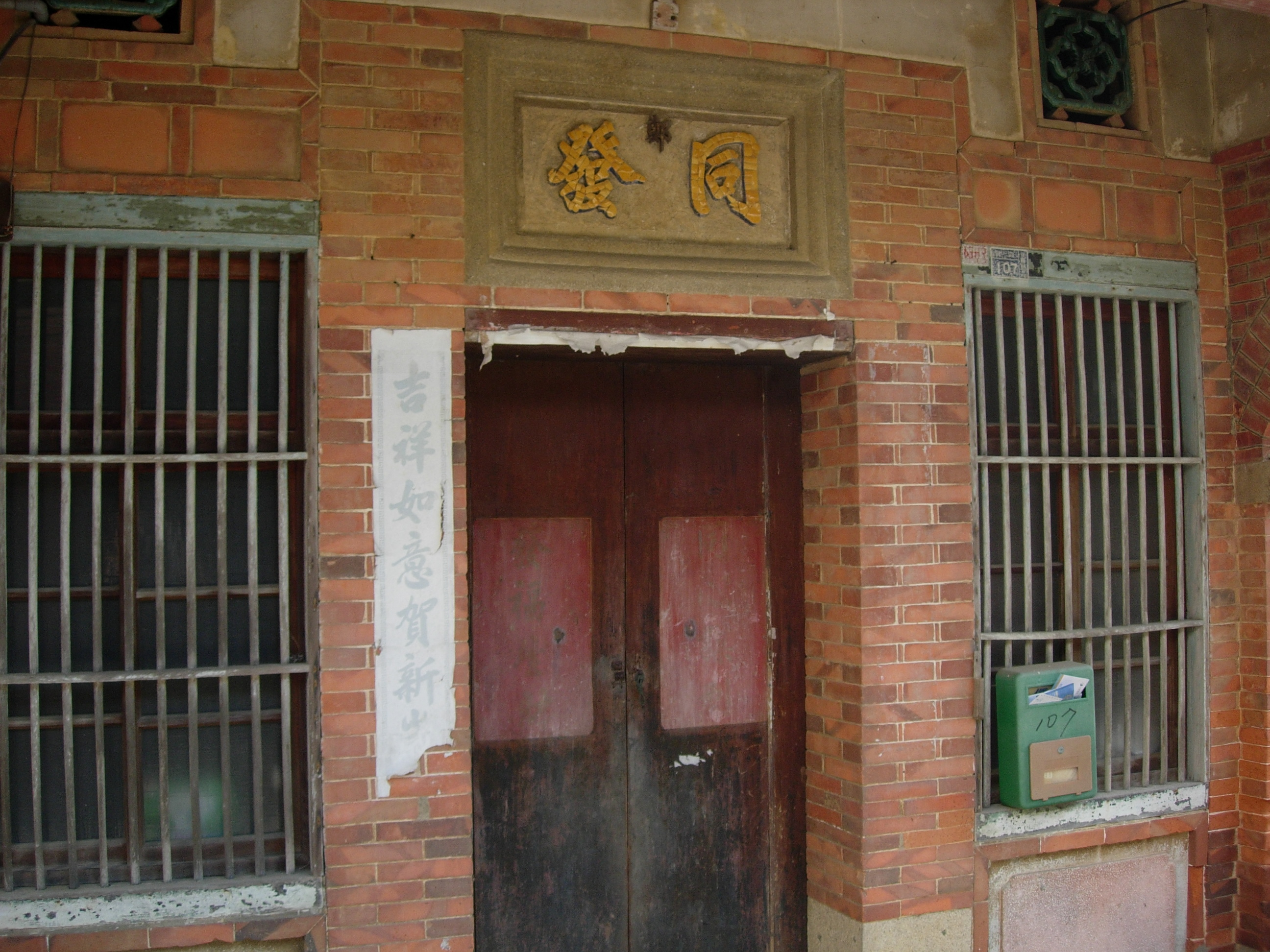
同興老街
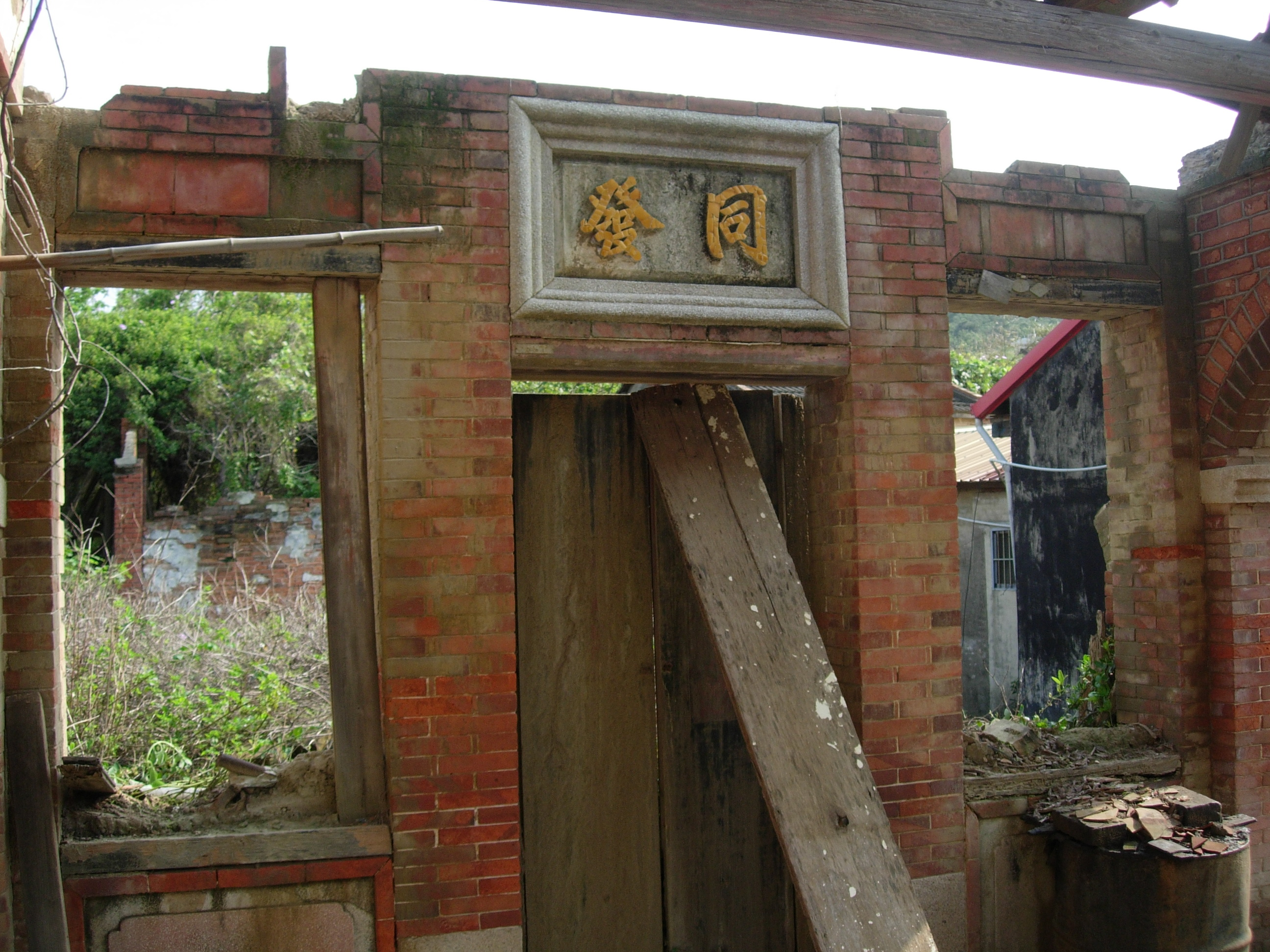
同興老街
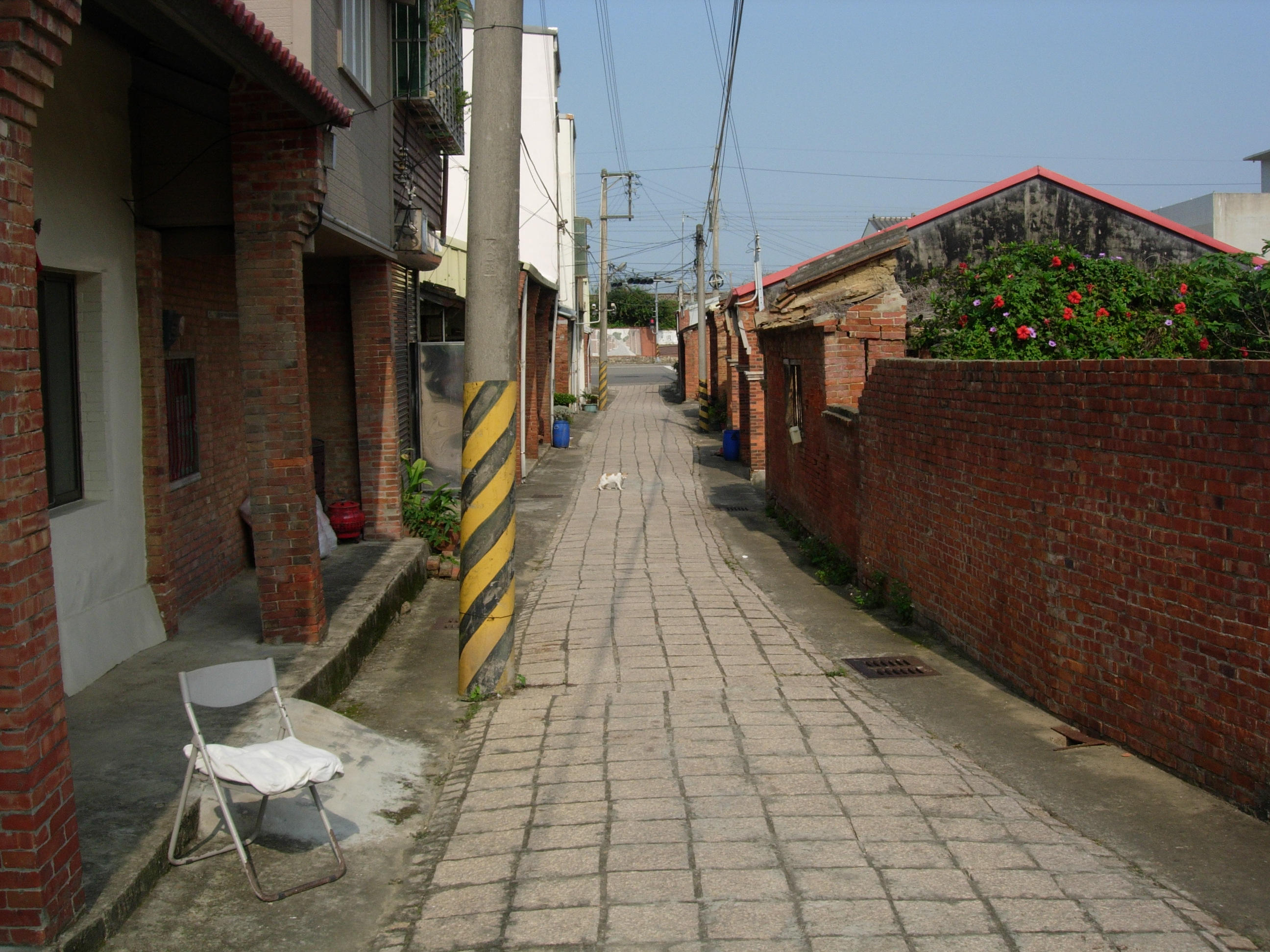
同興老街

## 交通資訊

### 客運
- 新竹客運5667：後龍－三湖：站牌【同興】、【龍港】[7]

### 公路
- 台6線
- 台61線
- 縣道119線

### 台灣鐵路
- 臺灣鐵路管理局海岸線(海線)
  - 龍港車站